# Lucy Davis
Lucy Davis (17 de febrero de 1973) es una actriz británica. Es conocida por interpretar a Dawn Tinsley en la serie de televisión de comedia The Office (2001-2005), transmitida por la BBC. También interpretó a Dianne en la película Shaun of the Dead (2004), a Etta Candy en Wonder Woman (2017), y a Hilda Spellman en la serie de Netflix Chilling Adventures of Sabrina (2018-2020).

## Filmografía

### Cine
| Año  | Título                          | Papel             | Notas      |
| ---- | ------------------------------- | ----------------- | ---------- |
| 1997 | El jugador                      | Dunya             |            |
| 2002 | Nicholas Nickleby               | Mucama            |            |
| 2004 | Sex Lives of the Potato Men     | Ruth              |            |
| 2004 | Shaun of the Dead               | Dianne            |            |
| 2005 | Rag Tale                        | Debbs             |            |
| 2006 | The TV Set                      | Chloe McCallister |            |
| 2006 | Garfield: A Tail of Two Kitties | Abby Westminster  |            |
| 2008 | Shades of Ray                   | Director #2       |            |
| 2009 | All About Steve                 | Paciente          |            |
| 2011 | Some Guy Who Kills People       | Stephanie         |            |
| 2014 | Postman Pat: The Movie          | Director 1        | Voz        |
| 2017 | Wonder Woman                    | Etta Candy        |            |
| 2020 | Wonder Woman 1984               | Etta Candy        | Fotografía |

### Televisión
| Año       | Título                         | Papel                                   | Notas                                    |
| --------- | ------------------------------ | --------------------------------------- | ---------------------------------------- |
| 1993      | The Detectives                 | Chica #1                                | Episodio: "Strangers in Paradise"        |
| 1994      | Blue Heaven                    | Secretaria                              | Episodio #1.3                            |
| 1994      | Woof!                          | Eileen Tully                            | Episodio: "Get Me to the Church"         |
| 1995      | Casualty                       | Sarah Jackson                           | Episodio: "Branded"                      |
| 1995      | The Bill                       | Jude Mackie                             | Episodio: "Charity and Beating"          |
| 1995      | Pride and Prejudice            | Maria Lucas                             | 5 episodios                              |
| 1996      | Scene                          | Julie                                   | Episodio: "Alison"                       |
| 1996      | One Foot in the Grave          | Mrs. Blanchard                          | Episodio: "Starbound"                    |
| 1997      | The Grand                      | Maggie Rigby                            | Episodio #1.5                            |
| 1999–2000 | Belfry Witches                 | Old Noshie                              | 13 episodios                             |
| 2000      | Doctors                        | Nicky Andrews                           | Episodio: "False Alarm"                  |
| 2001      | Big Bad World                  | Harry                                   | Episodio: "Tory Girl"                    |
| 2001      | Bernard's Watch                | Madeleine                               | 6 episodios                              |
| 2001–2003 | The Office                     | Dawn Tinsley                            | Elenco principal; 14 episodios           |
| 2002      | Murder in Mind                 | Kerry                                   | Episodio: "Passion"                      |
| 2002      | Holby City                     | Kelly Bridges                           | Episodio: "Sweet Love Remembered"        |
| 2002      | Dalziel and Pascoe             | Jax / Angela Ripley                     | 2 episodios                              |
| 2003      | The Afternoon Play             | Laura                                   | Episodio: "The Real Arnie Griffin"       |
| 2004      | Black Books                    | Becky                                   | Episodio: "Elephants and Hens"           |
| 2006–2007 | Ugly Betty                     | Fashion TV Anchor                       | 2 episodio                               |
| 2006–2007 | Studio 60 on the Sunset Strip  | Lucy Kenwright                          | 16 episodios                             |
| 2007      | Californication                | Nora                                    | Episodio: "Hell-A Woman"                 |
| 2008–2009 | Phineas and Ferb               | Crash (voz)                             | 2 episodios                              |
| 2008      | Reaper                         | Sara                                    | 3 episodios                              |
| 2009      | That Mitchell and Webb Look    | Asistente de la joyería (sin acreditar) | 1 episodio                               |
| 2010      | Married Single Other           | Lillie                                  | 6 episodios                              |
| 2010      | The Mentalist                  | Daphne Valiquette                       | Episodio: "18-5-4"                       |
| 2012      | Family Guy                     | Joanne Finn (voz)                       | Episodio: "Be Careful What You Fish For" |
| 2013      | Death in Paradise              | Vicky Woodward                          | Episodio #2.8                            |
| 2013      | The Neighbors                  | Helen Redding Kemper                    | Episodio: "The Neighbours"               |
| 2015–2016 | Maron                          | Emily                                   | 6 episodios                              |
| 2015      | NCIS                           | Janice Brown                            | Episodio: "Lockdown"                     |
| 2016–2017 | Better Things                  | Macy                                    | 8 episodios                              |
| 2018–2020 | Chilling Adventures of Sabrina | Hilda Spellman                          | Elenco principal (36 episodios)          |
| 2018-2020 | Tigtone                        | Reina (voz)                             | 7 episodios                              |
| 2019      | Bob's Burgers                  | Princess Paula McCartney (voz)          | Episodio: "Bed, Bob and Beyond"          |
| 2019      | Carmen Sandiego                | The Mechanic (voz)                      | Episodio: "The Need For Speed Caper"     |